# فضاهای بینابینی
در کریستالوگرافی ، فضاهای بینابینی ، حفره‌ها یا فضاهای خالیِ بین بسته‌بندی اتم‌ها (کره‌ها)، در ساختار بلوری هستند. 

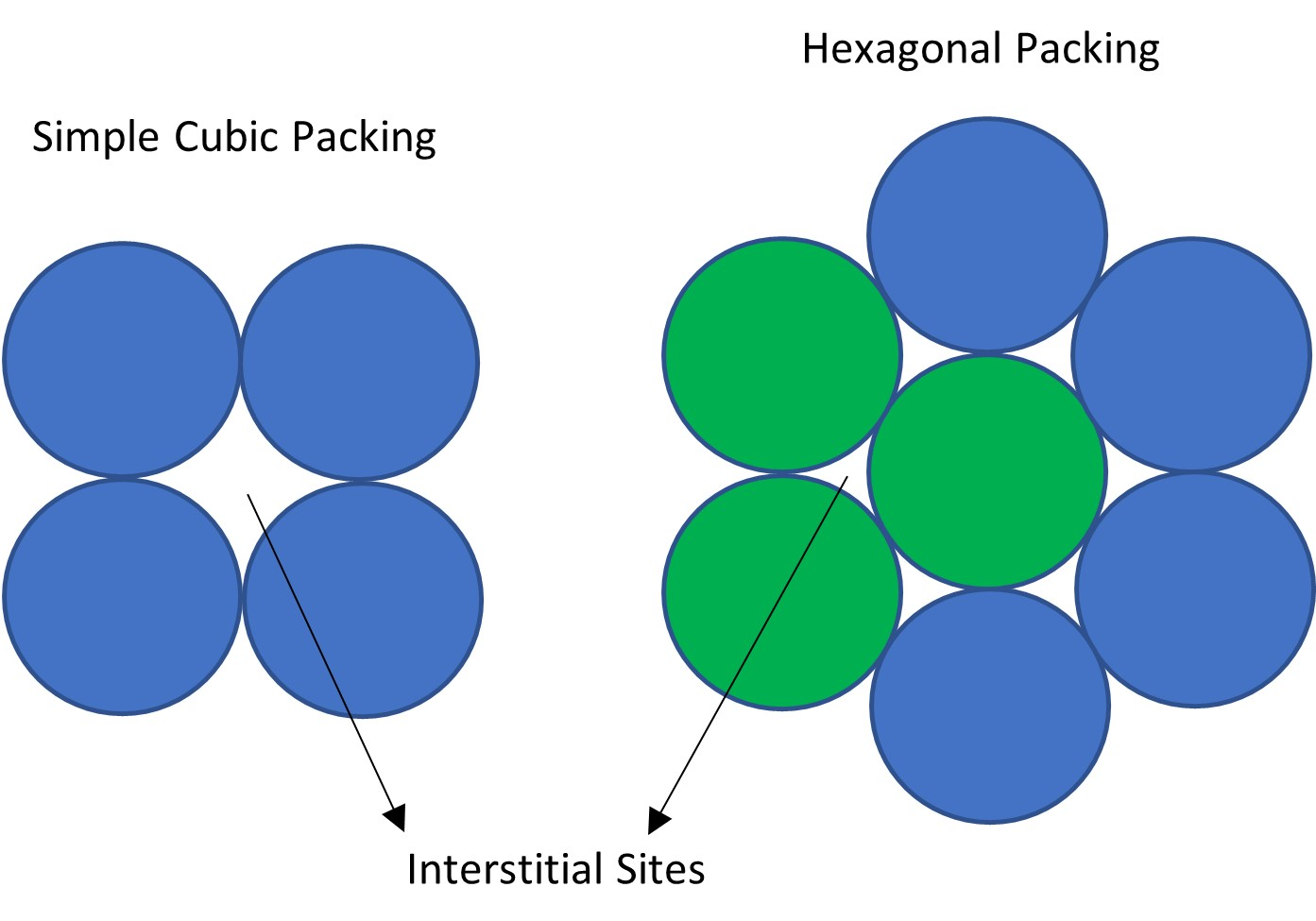
سایت های بینابینی در ساختارهای مکعبی ساده و ساختارهای شش‌ضلعی

اگر بخواهید دایره‌ها را در کنار هم قرار دهید، حفره‌ها به راحتی قابل مشاهده هستند. صرف نظر از اینکه چقدر آنها را به هم نزدیک کنید یا چگونه آنها را مرتب کنید، فضای خالی بین آنها خواهید داشت. در سلول واحد نیز همین‌گونه است. مهم نیست که اتم ها چگونه مرتب شده‌اند، فضاهای بینابینی بین اتم‌ها وجود خواهد داشت. این محل‌ها یا سوراخ‌ها را می‌توان با اتم‌های دیگر پر کرد (نقص بینابینی).
تصویر با دایره‌های فشرده فقط یک نمایش دو بعدی است. در یک شبکه کریستالی ، اتم‌ها (کره‌ها) در یک آرایش سه بعدی چیده می‌شوند. این امر بسته به آرایش اتم‌ها در شبکه، فضاهای بینابینی با شکل‌های متفاوتی را ایجاد می‌کند.

## ساختار فشرده

هشت وجهی (قرمز) و چهار وجهی (آبی) در یک شبکه مکعبی وجوه‌پر. اتم بینابینی واقعی در حالت ایده آل در وسط یکی از چند وجهی‌ها قرار می‌گیرد.

یک سلول واحد فشرده _هر دو مدل مکعبی وجوه‌ پر و شش‌ضلعی_ می‌تواند دو حفره با شکل متفاوت را تشکیل دهد. در تصویر بالای صفحه، سه کره سبز در بسته‌بندی شش‌ضلعی، یک سوراخ مثلثی شکل را تشکیل می‌دهند. اگر یک اتم در بالای این سوراخ مثلثی قرار گیرد، یک حفره بینابینی چهار وجهی را تشکیل می دهد. اگر سه اتم در لایه بالایی به گونه‌ای قرار‌ گیرند که حفره مثلثی بین آنها روی حفره مثلثی لایه پایین‌تر بیفتد، یک سوراخ بینابینی هشت وجهی تشکیل می‌دهد. در یک ساختار فشرده ۴ اتم در هر واحد سلول وجود دارد و در هر واحد، ۴ حفره هشت‌ وجهی (نسبت ۱ به ۱) و 8 حفره چهار وجهی (نسبت ۱ به ۲) وجود دارد. فضای خالی چهار وجهی از نظر اندازه کوچکتر است و می تواند اتمی با شعاع 0.225 برابر اندازه اتم های تشکیل دهنده شبکه را در خود جای دهد. یک حفره هشت‌وجهی می‌تواند اتمی با شعاع 0.441 برابر اندازه اتم‌های تشکیل‌دهنده شبکه را در خود جای دهد. اتمی که این فضای خالی را پر می‌کند می‌تواند بزرگ‌تر از این نسبت شعاع ایده‌آل باشد، در اینصورت، به دلیل بیرون راندن اتم‌های اطراف منجر به ایجاد به هم ریختگی شبکه می‌شود، اما اتم مذکور نمی‌تواند کوچک‌تر از این نسبت باشد.
مکعبی وجه پر (FCC)

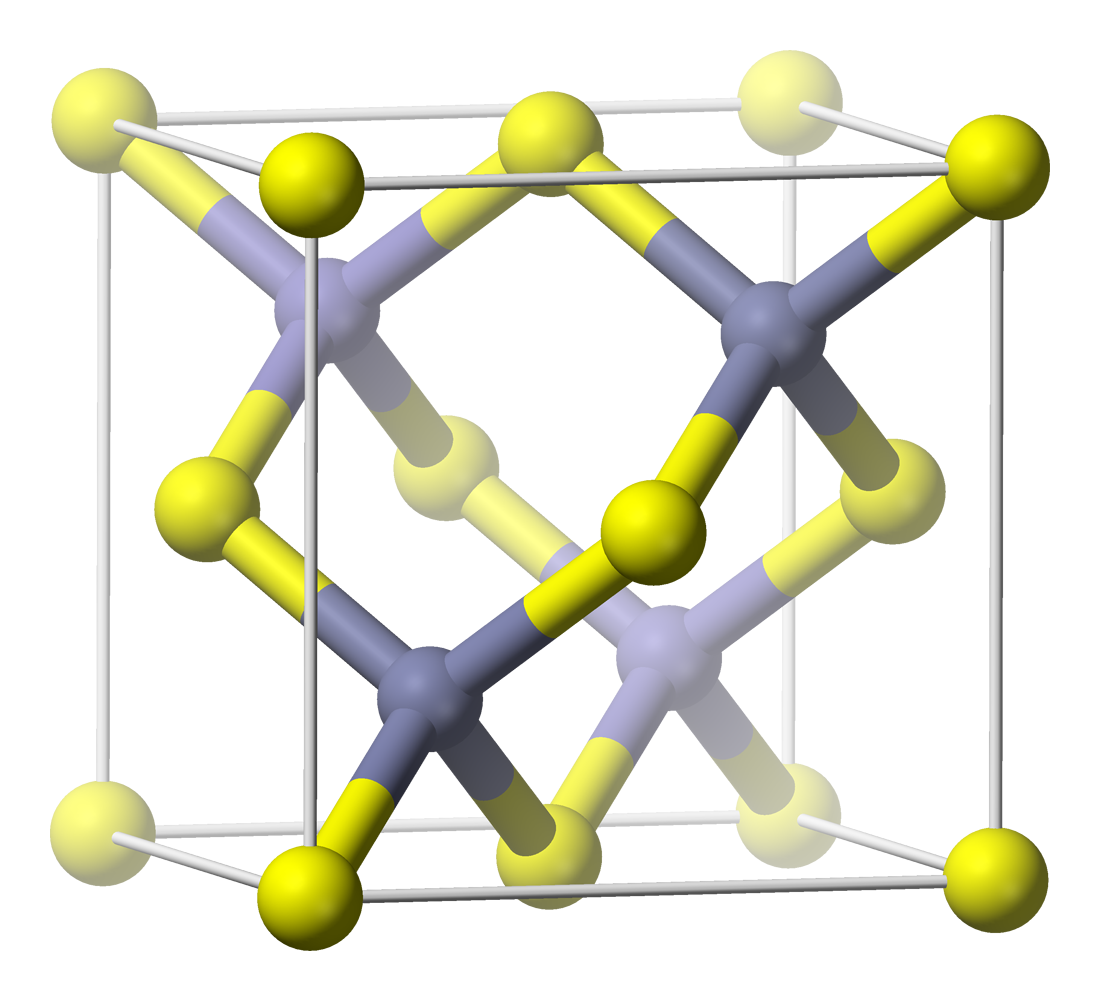
ساختار کریستالی مخلوط روی

اطلاعات بیشتر در: دستگاه بلوری مکعبی
اگر نیمی از مکان های چهار وجهی شبکه اصلی FCC توسط یون های بار مخالف پر شود، ساختار تشکیل شده ساختار کریستالی مخلوط روی است. اگر تمام نقاط چهار وجهی شبکه اصلی FCC توسط یون های بار مخالف پر شود، ساختار تشکیل شده ساختار فلوریت یا ساختار آنتی فلوریت است. اگر تمام مکان های هشت وجهی شبکه اصلی FCC توسط یون های بار مخالف پر شوند، ساختار تشکیل شده ساختار سنگ نمک است.
ساختار شش ضلعی فشرده
اگر نیمی از مکان های چهار وجهی شبکه اصلی HCP توسط یون های بار مخالف پر شود، ساختار تشکیل شده ساختار کریستالی ورتزیت است. اگر تمام مکان های هشت وجهی شبکه آنیونی HCP توسط کاتیون ها پر شوند، ساختار تشکیل شده ساختار آرسنید نیکل است.

## دستگاه بلوری مکعبی
یک سلول واحد مکعبی ساده، با تعدادی از اتم‌ها در هشت گوشه یک مکعب به‌گونه‌ای مرتب شده‌اند که گویی، یک سوراخ مکعبی یا فضای خالی در مرکز ایجاد می‌کند. اگر این حفره ها توسط یون هایی با بار مخالف از شبکه اصلی اشغال شود، ساختار کلرید سزیم تشکیل می شود.

## مکعبی مرکز پر (BCC)
یک سلول مکعبی مرکز پر دارای شش حفره هشت‌وجهی و دوازده حفره چهار وجهی است.

## نقص بین‌نشینی
نقص بینابینی به اتم های اضافی اشاره دارد که به صورت تصادفی برخی از مکان های بینابینی را به عنوان نقص کریستالوگرافی در کریستالی اشغال می کنند. این کریستال ها معمولاً به طور پیش فرض دارای مکان های بینابینی خالی هستند.